# Joseph Labroise
François Joseph Labroise, dit Joseph Labroise, né le 11 janvier 1761 à Sarrebourg, mort le 12 juillet 1836 à Nancy, est un sculpteur français. 
Il est le fils du sculpteur Dominique Labroise (1728-1808). 
Il est envoyé à Nancy ou il devient l'élève du peintre Jean Girardet, puis à Paris ou il est formé par Augustin Pajou et le sculpteur Pierre Julien. Il revient probablement en Lorraine vers 1789, pour terminer la façade de l'hôtel de ville de Pont-à-Mousson après le décès de  Johann Joseph Söntgen.

## Biographie
En  1808, la ville de Nancy commande à Joseph  Labroise une statue allégorique du Génie de la France pour la place Stanislas. Cette statue est renommée Gloire de Napoléon sous le Premier Empire, inaugurée en 1814, puis démontée par la suite. On lui doit aussi les bustes qui ornent l'hémicycle de la place de la Carrière et le tombeau monumental du peintre Jean Girardet dans l'église Saint-Sébastien de Nancy.
Les Labroise père et fils ont réalisé de nombreux mobiliers d'église en Lorraine.

## Référence
1. ↑  François-Joseph Labroise (1761-1836), sculpteur nancéien originaire de Sarrebourg Bruno Shoeser 1992
2. ↑  Guide Vert Michelin de la Moselle 2007  (ISBN 206712918X) p. 153